# Paracas
Paracas ("peščeni dež" v jeziku Kečua pomeni para (dež) in aco (pesek)) je glavno mesto okrožja Paracas v regiji Ica v Peruju. 
Majhno pristaniško mesto živi predvsem od turizma, Je izhodišče za izlete na otoke Ballestas in Narodni park Paracas. Paracas je postal eden glavnih obalnih letovišč v Peruju. Z razcvetom turizma v letu 2009 se je razmahnila tudi gradnja hotelov, tudi visokih kategorij.
7. septembra 1820 je general José de San Martín pristal na Paracasu s šestimi ladjami v sklopu svoje osvobodilne ekspedicije Peruja, ki jo je vodil iz Čila.

## Muzej Sitio Julio C. Tello
Muzej Sitio Julio C. Tello se nahaja na vhodu v Narodni park Paracas v bližini samega kraja Paracas. Ime je dobil po perujskem arheologu, ki je leta 1925 odkril ter opravil prve raziskave kulture Paracas.
Sicer majhen muzej ima razstavo o kulturi Paracas, ki je bila znana po izdelkih iz tekstila in keramike. V muzeju je mogoče videti tudi eksponate iz njihovega vsakdanjega življenja.  
Dragoceni kosi keramike, tekstila in pogrebne pridatke je mogoče videti tudi v arheološkem muzeju Peruja imenovanem Larco Herrera De la Nación v Limi.
Poleg predstavljene kulture Paracas so prikazane tudi posebnosti narodnega parka.